# Kleiner Bärenstein
Kleiner Bärenstein (Malý Bärenstein) je 338 metrů vysoká stolová hora v Děčínské vrchovině v oblasti Saského Švýcarska v německé spolkové zemi Sasko. Leží na území obce Struppen. Spolu se sousední stolovou horou Großer Bärenstein tvoří masiv Bärensteine.

## Přírodní poměry
Kleiner Bärenstein leží na levém břehu řeky Labe asi 2,5 km západně od městečka Rathen. Na úpatí zalesněných stolových hor jsou zemědělské plochy využívané zemědělci z místní části Weißig. Na Kleiner Bärensteinu se nalézá několik horolezecky využívaných skal. Nejvýznamnější z nich je Thürmsdorferstein. Nachází se na území Chráněné krajinné oblasti Saské Švýcarsko.

## Dějiny
Kleiner Bärenstein byl poprvé zmíněn v dokumentech v roce 1548. Dřívější popisy také mluvily o „Thürmsdorfer Bärensteinu“. V období mezi lety 1851–1881 byly obě stolové hory zpřístupněny pro turisty. Roku 1847 byl na Malém Bärensteinu postaven dřevěný horský penzion, který byl zbořen za druhé světové války. Jeho základy jsou stále viditelné.

## Galerie

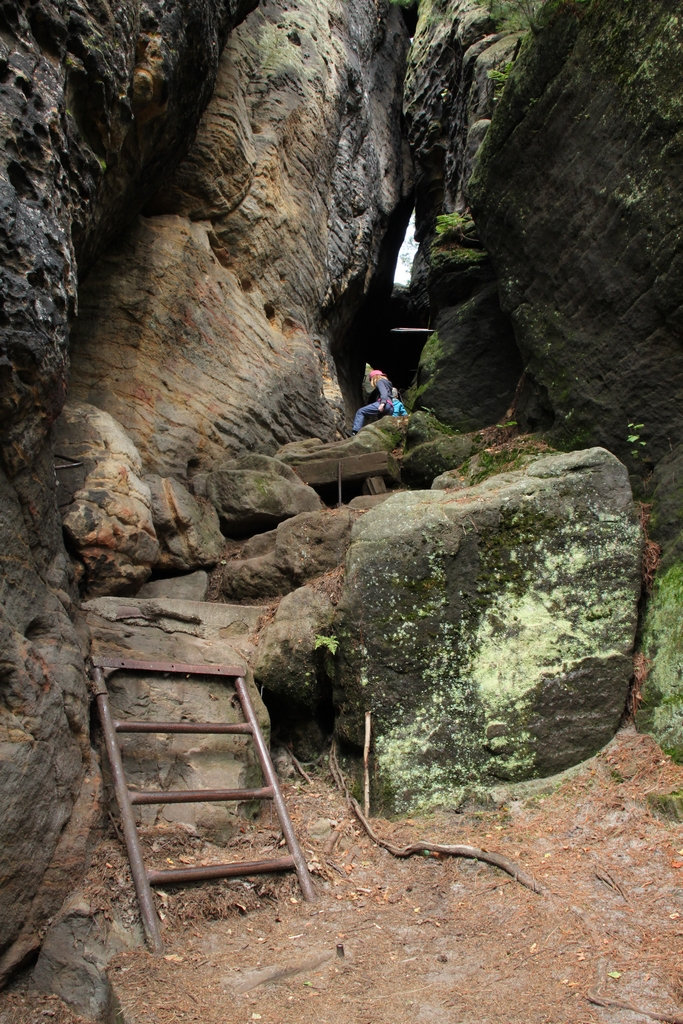
Přístup na Kleiner Bärenstein
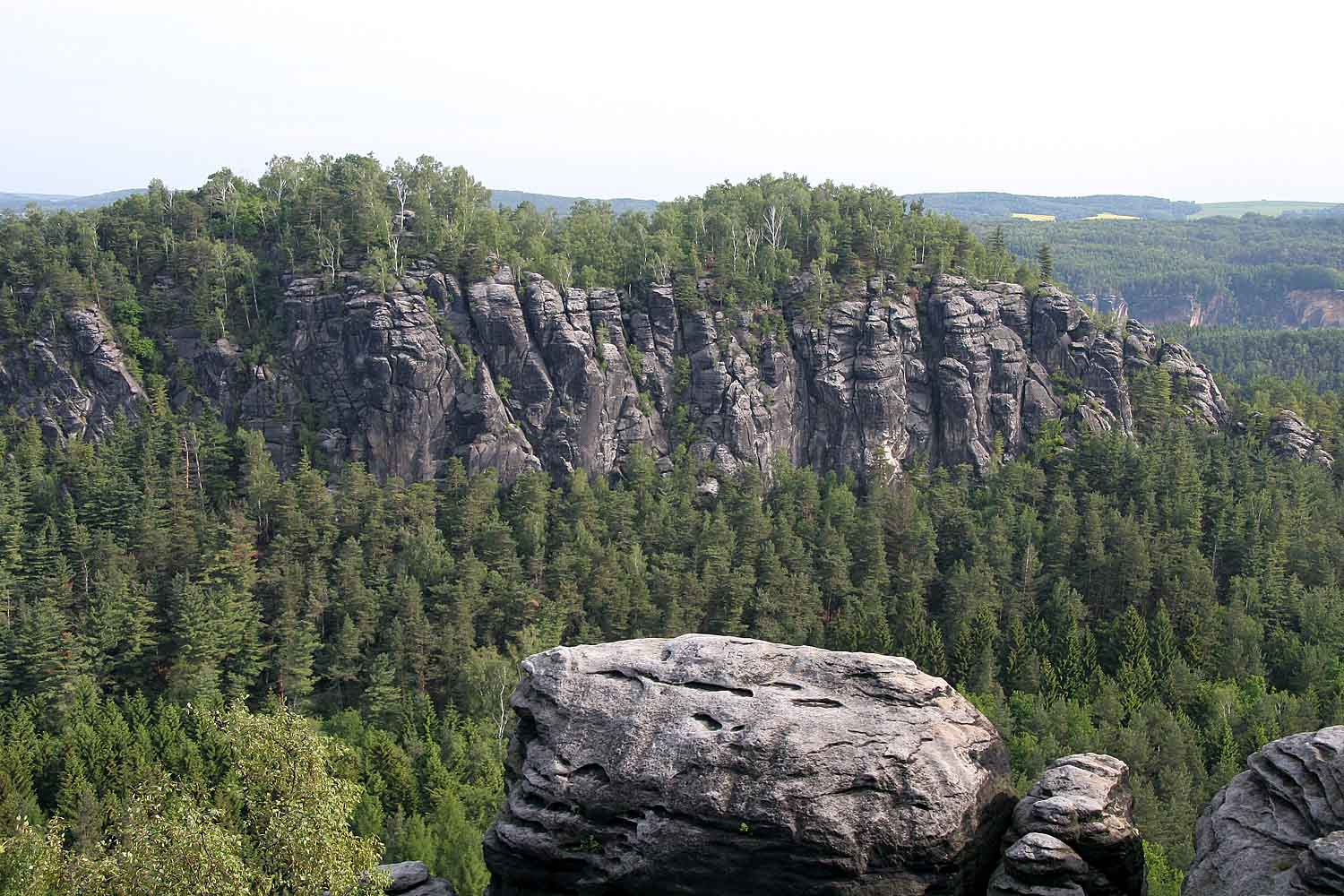
Pohled z Kleiner Bärenstein na protější Großer Bärenstein
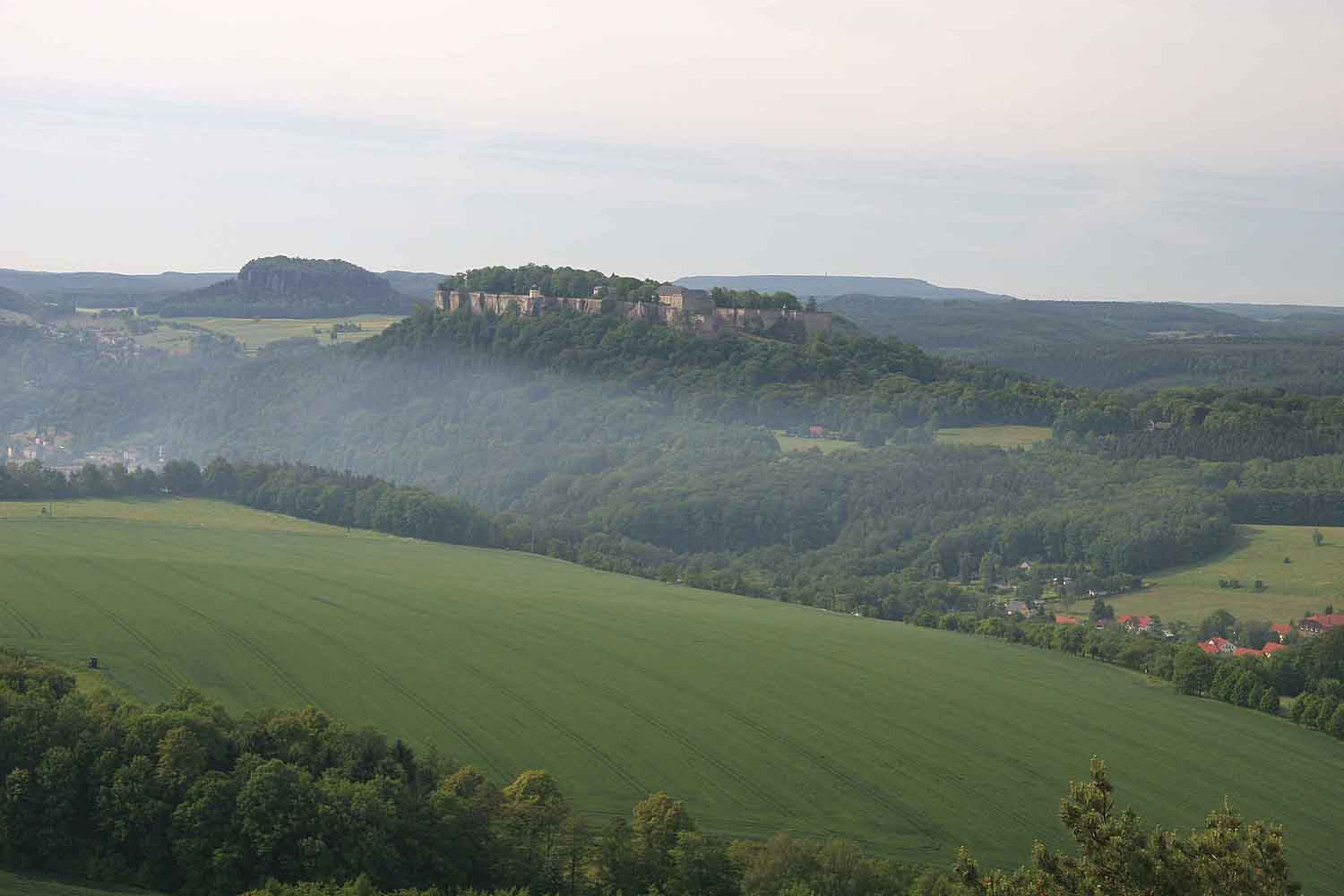
Pohled na pevnost Königstein a Pfaffenstein
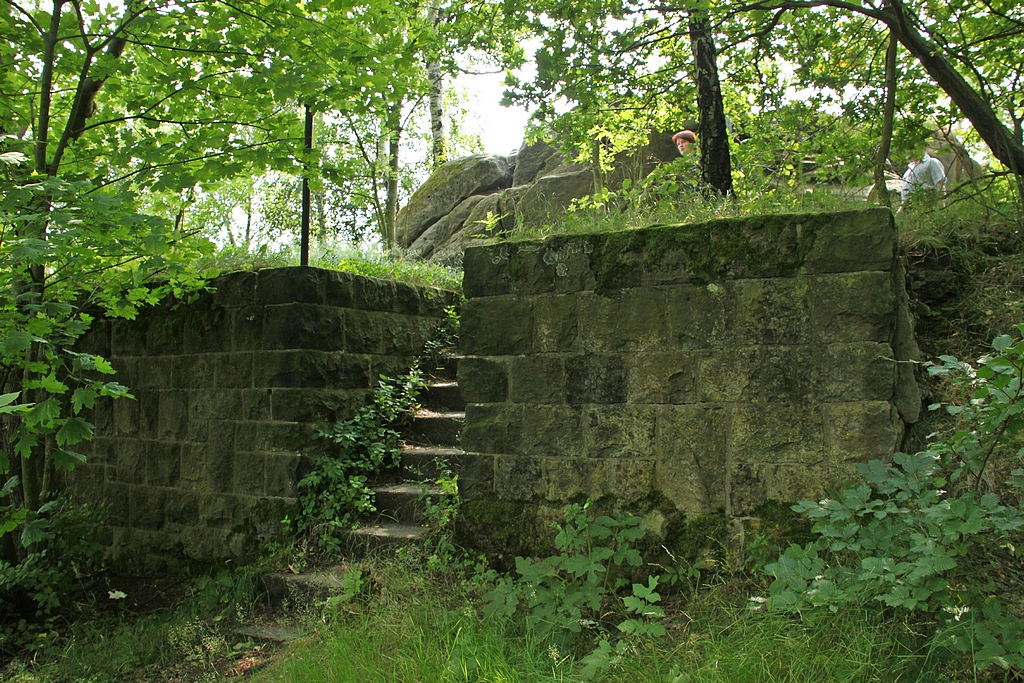
Zbytky hostince na Kleiner Bärensteinu
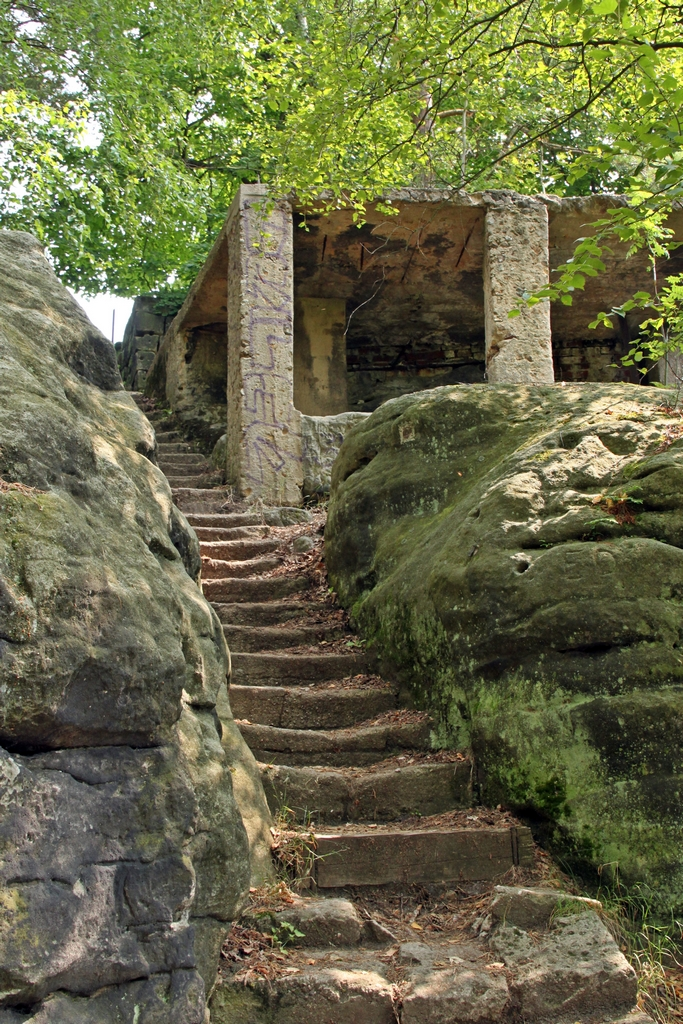
Zbytky hostince na Kleiner Bärensteinu